# Vallada Agordina
Vallada Agordina là một đô thị ở tỉnh Belluno trong vùng Veneto, có vị trí cách khoảng 110 km về phía tây bắc của Venice và khoảng 35 km về phía tây bắc của Belluno. Tại thời điểm ngày 31 tháng 12 năm 2004, đô thị này có dân số 567 và diện tích 13,2 km².
Đô thị Vallada Agordina có các frazioni (các đơn vị trực thuộc, chủ yếu là thôn làng) Mas, Celat, Sachet, Andrich, Toffol, Piaz, and Cogul.
Vallada Agordina giáp các đô thị: Canale d'Agordo, Cencenighe Agordino, Rocca Pietore, San Tomaso Agordino.